# Ann-Britt Leyman
Ann-Britt Leyman, gift Olsson 1948, född 10 juni 1922 i Norums församling, Göteborgs och Bohus län, död 5 januari 2013 i Tuve-Säve församling, Västra Götalands län, var en svensk friidrottare (sprinter och längdhoppare), som blev olympisk bronsmedaljör i längdhopp i London 1948. Hon vann sammanlagt 15 individuella SM-guld på 100 meter och 200 meter, dock inget i längdhopp, samt 8 i stafett för Kvinnliga IK Sport i Göteborg. Hon utsågs 1948 till Svensk Grabb/tjej nummer 131. 2001 invaldes Ann-Britt Leyman i Göteborgsidrottens Hall of Fame.